# Прет
Прет или Пройт (на старогръцки: Προῖτος, Proitos) в гръцката митология е петнадесетият цар на Аргос и първият цар на Тиринт през ХІV век пр. Хр.
Прет е син на Абант и съпругата му Аглая, дъщеря на Мантиней, или Окалея. Той е внук на Хипермнестра и Линкей, правнук на Данай и брат близнак на Акрисий.
Когато баща му се изселва във Фокида и основава град Абай, той дели управлението между синовете си. След неговата смърт Прет получава първо управлението на Аргос. Двамата с брат му се скрават за наследството и Прет губи битката. Той бяга в Ликия в Мала Азия. Там е приет от цар Йобат и се жени за дъщеря му Антея (или Стенебоя). С нея той има три дъщери Ифиноя (майка на Дедал), Лисипа и Ифианаса, и един син, Мегапент.
Прет, с помощта на своя тъст, напада Акрисий и те си разделят царството. Акрисий получава Аргос, а Прет получава Тиринт, Херайон, Мидея и брега на Арголида. Той избира Тиринт за своя столица и построява с помощта на тъст си и циклопите укрепителна стена около града.
Дъщерите на Прет сгрешили пред Хера или Дионис и изпаднали в безумие. Мелампод ги излекувал и получил за себе си и брат си Биант една трета от царството. Биант се оженил след смъртта на Прет за дъщеря му Лисипа.